# Missões diplomáticas do Congo

Missões diplomáticas da República do Congo.

Abaixo estão listadas as embaixadas e consulados do Congo, oficialmente República do Congo:

## Europa
- Alemanha
  - Berlim (Embaixada)
- Bélgica
  - Bruxelas (Embaixada)
- França
  - Paris (Embaixada)
- Itália
  - Roma (Embaixada)
- Rússia
  - Moscou (Embaixada)

## América
- Canadá
  - Ottawa (Embaixada)
- Cuba
  - Havana (Embaixada)
- Estados Unidos
  - Washington DC (Embaixada)

## Ásia
- China
  - Pequim (Embaixada)
- Israel
  - Tel Aviv (Embaixada)

## África
- África do Sul
  - Pretória (Embaixada)
- Argélia
  - Argel (Embaixada)
- Angola
  - Luanda (Embaixada)
- Camarões
  - Yaoundé (Embaixada)
- Egito
  - Cairo (Embaixada)
- Gabão
  - Libreville (Embaixada)
- Marrocos
  - Rabat (Embaixada)
- Namíbia
  - Windhoek (Embaixada)
- Nigéria
  - Abuja (Embaixada)
- República Centro-Africana
  - Bangui (Embaixada)
- República Democrática do Congo
  - Kinshasa (Embaixada)
- Senegal
  - Dakar (Embaixada)

## Organizações multilaterais
- Bruxelas (Missão permanente do Congo ante a União Europeia)
- Genebra (Delegação ante as Nações Unidas)
- Nova Iorque (Delegação ante as Nações Unidas)
- Paris (Delegação ante a UNESCO)